# Juan Nepomuceno Terrero (obispo)
S.S.I. Juan Nepomuceno Terrero y Escalada (Buenos Aires, Argentina, 13 de agosto de 1850-La Plata, Argentina, 10 de enero de 1921) fue un religioso argentino, el segundo obispo de la diócesis de La Plata.
Ordenado sacerdote el 18 de diciembre de 1880, fue elegido obispo el 21 de abril de 1898 por el papa León XIII y consagrado el 19 de junio siguiente por el arzobispo de Buenos Aires Uladislao Castellano. El 12 de diciembre de 1900 fue nombrado para ocupar la sede de La Plata, cargo que asumió el 3 de marzo de 1901.
Falleció en el desempeño de su ministerio el 10 de enero de 1921.